# 甘良淼
甘良淼（1955年3月—），中华人民共和国男性政治人物，江西靖安人。中国共产党党员。曾任中共抚州市委书记、江西省农业厅厅长等职务。

## 生平
历任中共江西省靖安县委常委、常务副县长，莲花县委副书记、县长、县委书记，萍乡市副市长，新余市委常委、政法委书记，九江市委常委、常务副市长，江西省建设厅副厅长，2006年出任中共抚州市委副书记、市长。2008年，当选为第十一届全国人大代表，同年12月31日，甘良淼升任中共抚州市委书记。
2011年8月，甘良淼回到南昌市，出任江西省农业厅厅长。2014年1月，他转任江西省政协民族和宗教委员会副主任；同年3月，不再担任江西省农业厅厅长、党委书记。